# Chiles Center
Az Earle A. & Virginia H. Chiles Center 4852 fő befogadóképességű többcélú sportcsarnok az Amerikai Egyesült Államok Oregon államának Portland városában. A Portlandi Egyetem tulajdonában álló létesítményt az egyetem férfi- és nőikosárlabda-, valamint nőiröplabda-csapata, a 2023–2024-es szezontól pedig a Rip City Remix is használja. 1992 és 2007 között itt rendezték a West Coast Conference férfikosárlabda-bajnokságát.
Az 1900 négyzetméteres csarnokban koncerteket és középiskolai szalagavatókat is tartanak.

## Története
Az építkezés 1983-ban kezdődött a Chiles Alapítvány támogatásával, az átadó 1984-ben volt. 2006-ban egymillió dollárért bővítették a női öltözőt, 2008-ban pedig a konditermet; az eredményjelző táblát monitorra cserélték, valamint támadóidő-mérőket helyeztek ki. További kétmillió dollárért a férfi öltöző bővítését és egy atlétikai képzőcentrum építését tervezik.

## Galéria

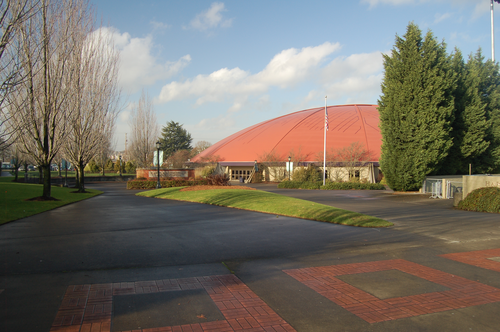
2007-ben
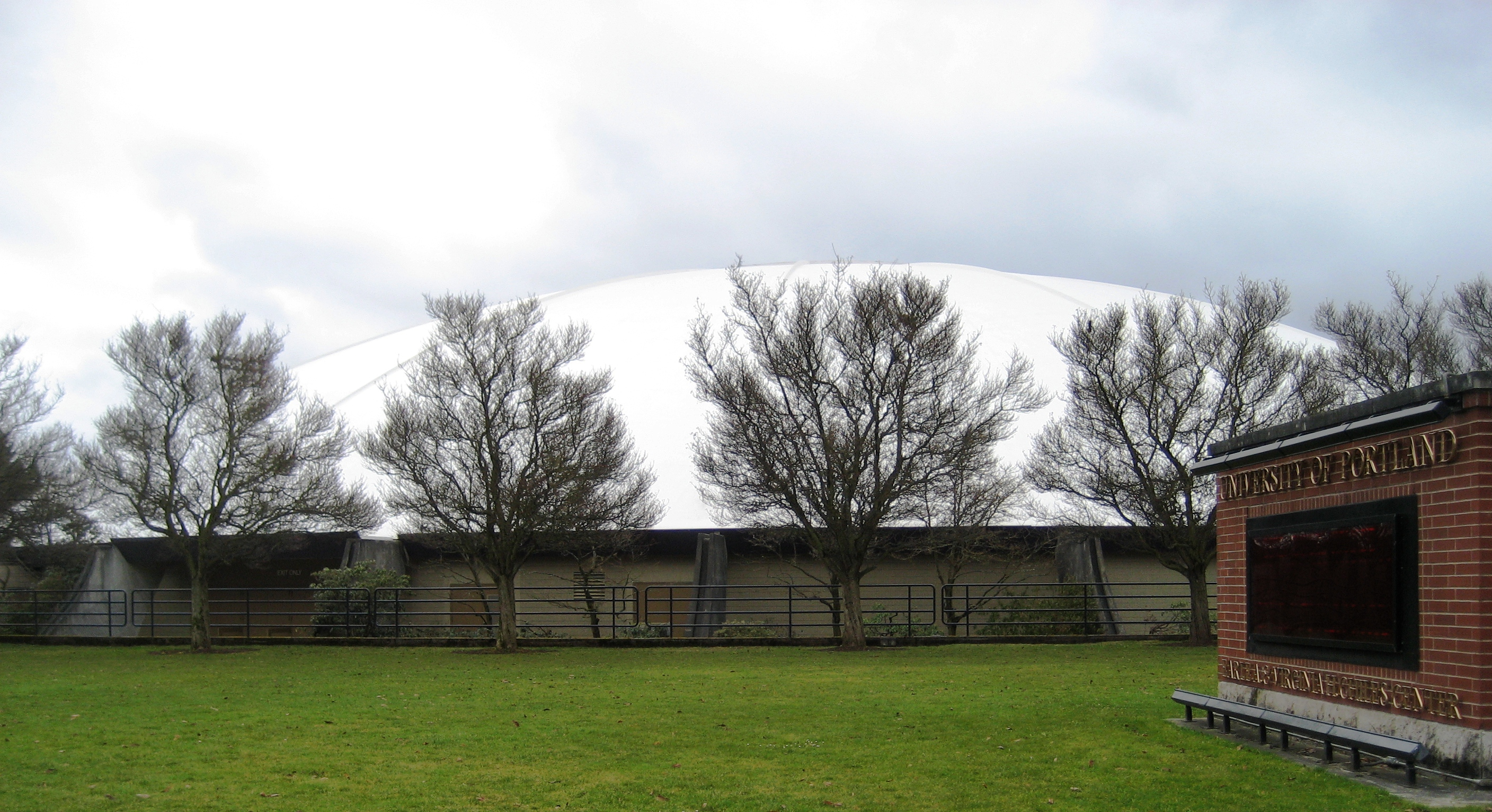
A Willamette sugárút felől 2009-ben
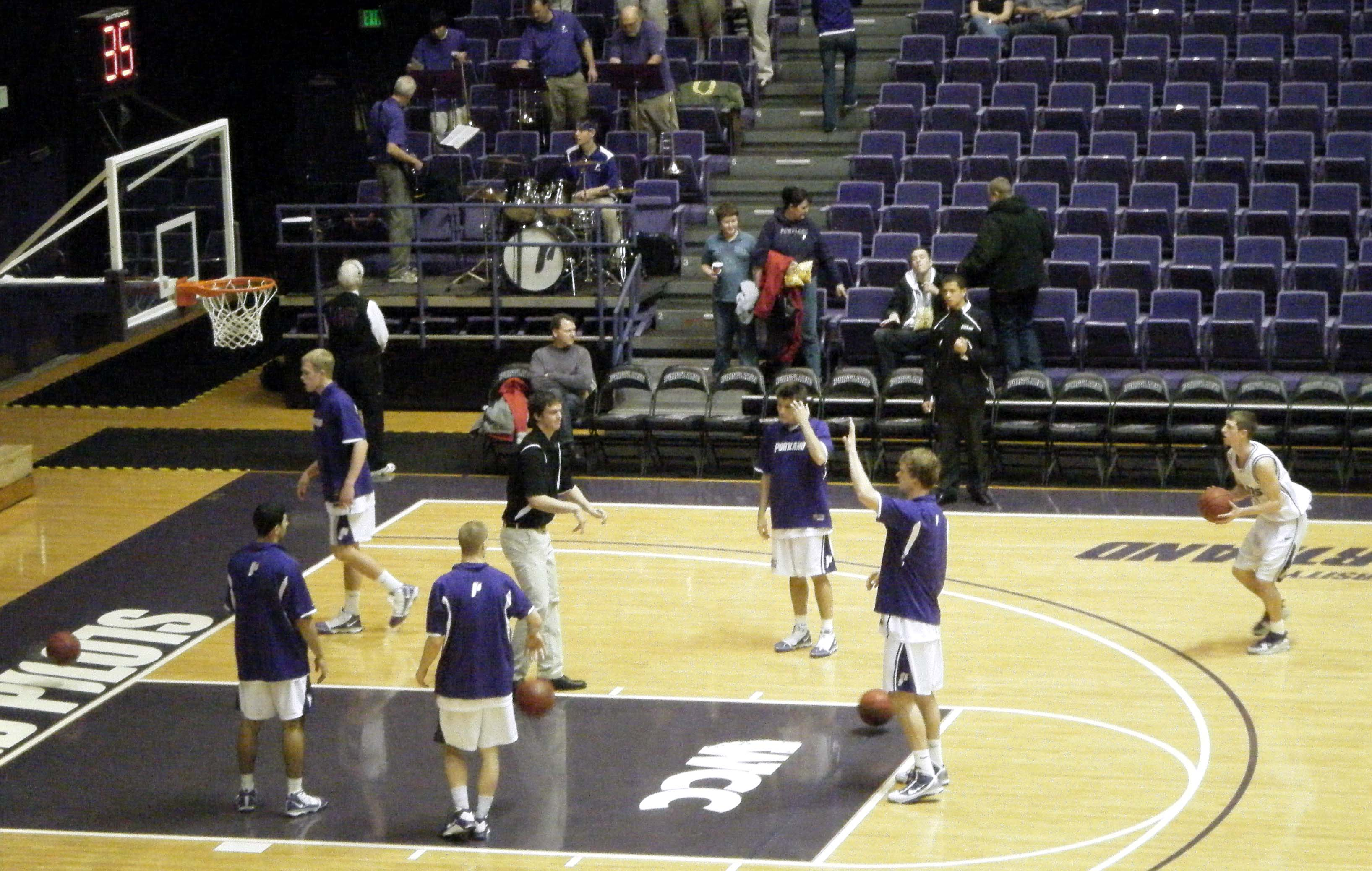
2009-es férfikosárlabda-edzés

## Fordítás
- Ez a szócikk részben vagy egészben  a   Chiles Center című angol Wikipédia-szócikk ezen változatának fordításán alapul.  Az eredeti cikk szerkesztőit annak laptörténete sorolja fel. Ez a jelzés csupán a megfogalmazás eredetét és a szerzői jogokat jelzi, nem szolgál a cikkben szereplő információk forrásmegjelöléseként.